# Scamorza

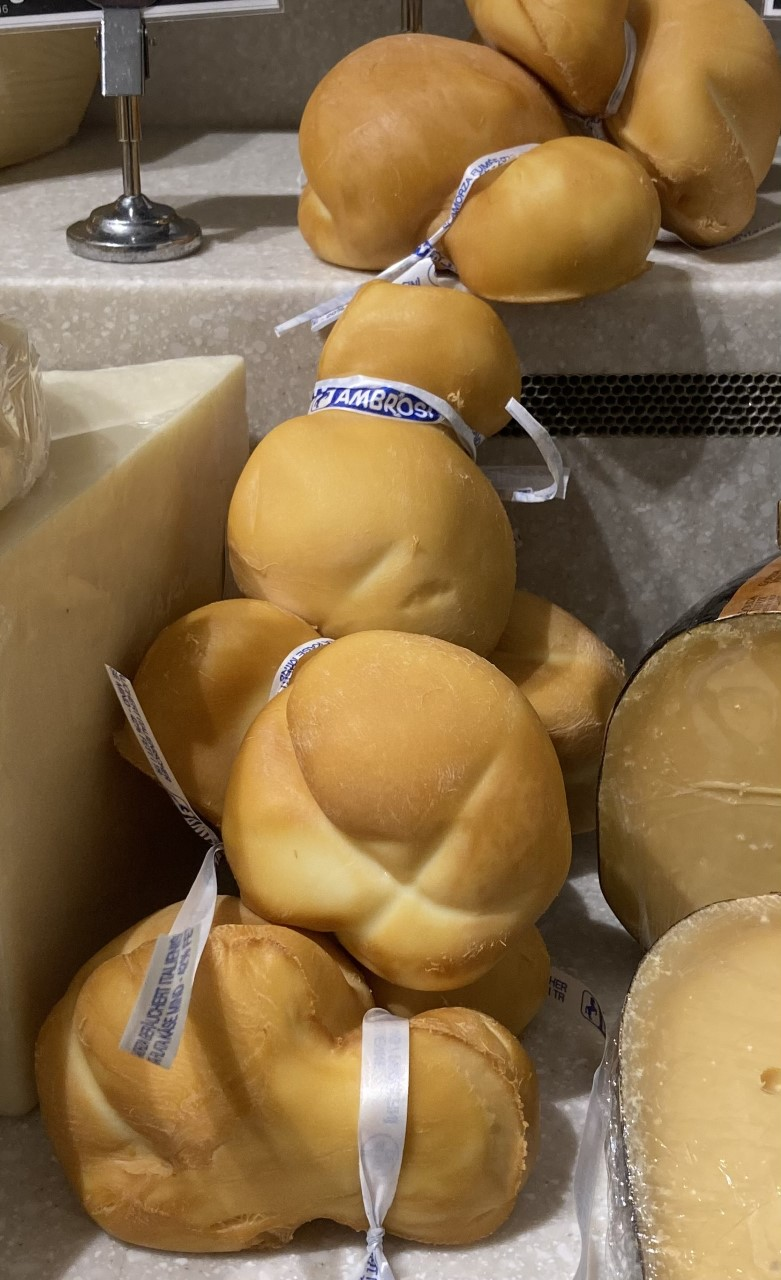
Geräucherter Scamorza

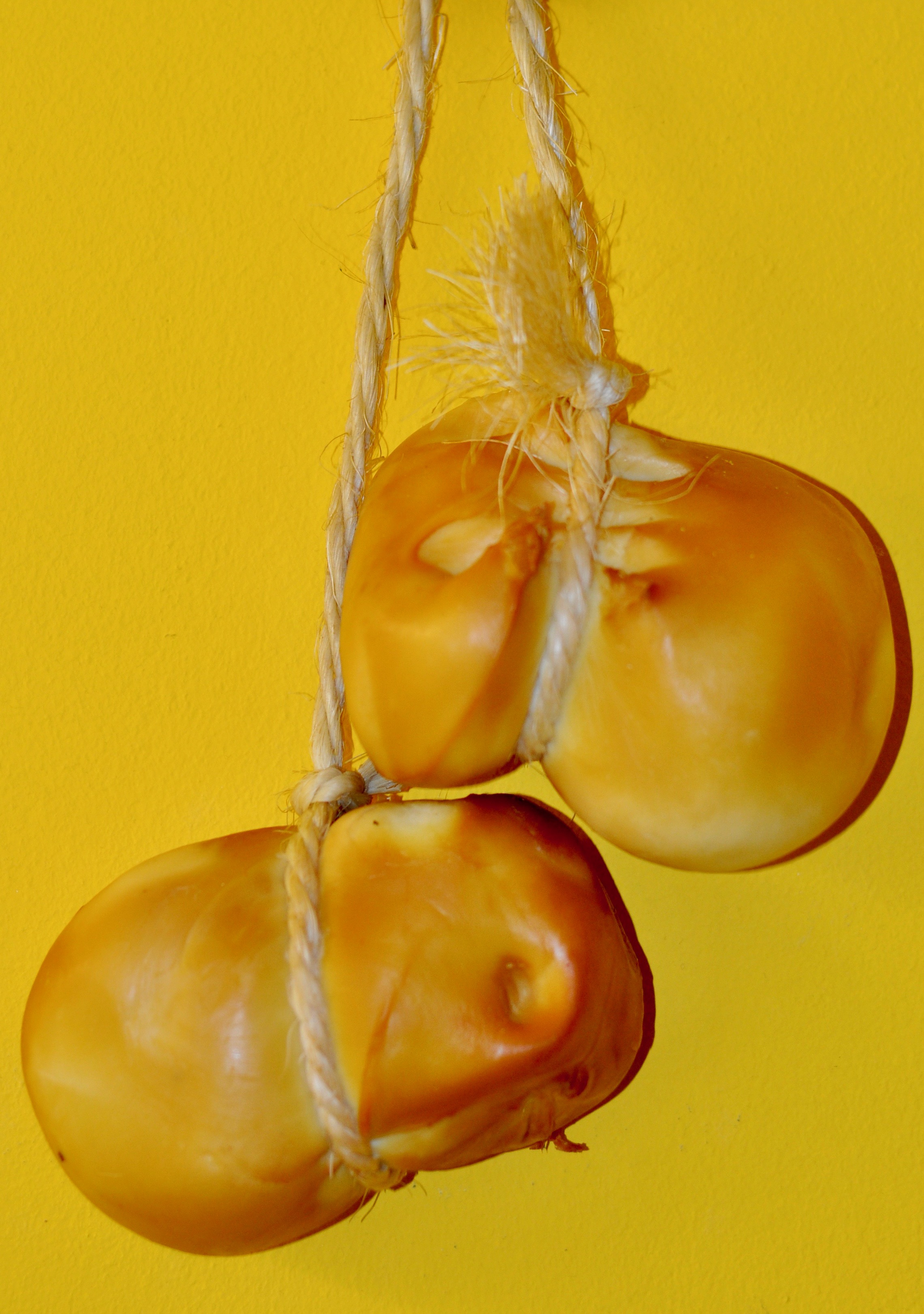
Scamorza am Strick

Scamorza ist ein italienischer Käse aus Kuhmilch, der zu den Brühkäsesorten vom Typ Filata gezählt wird. Typisch für diesen Käse aus Mittel- und Süditalien ist seine Birnenform.
Wie alle Filata-Sorten wird der frische Käsebruch des Scamorza mit 80 °C heißem Wasser überbrüht. Die heiße Masse wird unter Rühren zu einem weichen und formbaren Teig verarbeitet. Danach werden gleichmäßige Stücke abgetrennt. Der Scamorza wird dabei zu einem Zopf oder zu seiner typischen Gestalt geformt und danach zum Abkühlen in ein kaltes Wasserbad und anschließend in eine Salzlake gelegt. Je länger der Käse im Salzbad liegt, desto stärker ist er gesalzen. Danach wird der Scamorza getrocknet oder mit der Salzlake in Folie verschweißt. Traditionell wird der Käse zum Trocknen an einer Schnur aufgehängt, was ihn vor Mäusefraß schützt.
Er bildet eine dunkelgelbe Rinde, der Käse selbst ist hell und für einen Frischkäse sehr kompakt, da er eine kurze Reifezeit hat. Er besitzt einen Fettgehalt von etwa 40 % bis 50 % in der Trockenmasse und wird neben der normalen Variante auch als geräucherter (italienisch affumicata) Käse verkauft.
Der Käse kann unbearbeitet verzehrt werden, er kann jedoch auch gebraten und gefüllt zubereitet werden, außerdem eignet er sich wie Mozzarella zum Überbacken.